# Sphenomorphus tetradactylus
Sphenomorphus tetradactylus là một loài thằn lằn trong họ Scincidae. Loài này được Darevsky & Orlov mô tả khoa học đầu tiên năm 2005.